# Amberana sexguttata
Amberana sexguttata är en insektsart som först beskrevs av Melichar 1915.  Amberana sexguttata ingår i släktet Amberana och familjen spottstritar.
Artens utbredningsområde är Madagaskar. Inga underarter finns listade i Catalogue of Life.